# Nadija Tkatschenko

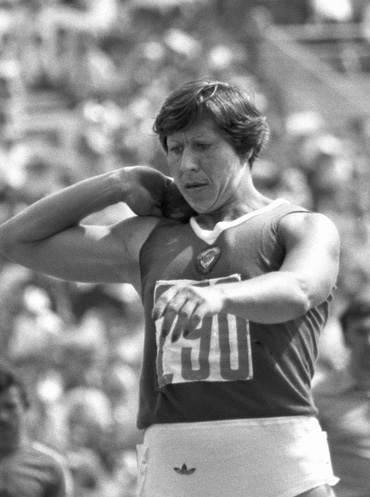
Tkatschenko bei den Olympischen Spielen in Moskau, 1980

Nadija Tkatschenko (ukrainisch Надія Ткаченко, engl. Transkription Nadiya Tkachenko, später Сапронова – Sapronowa – Sapronova; * 19. September 1948 in Krementschuk, Ukrainische SSR) ist eine ehemalige ukrainische Fünfkämpferin, die für die Sowjetunion startend Olympiasiegerin wurde.
Ihr olympisches Debüt gab Tkatschenko bei den Spielen 1972 in München, als sie mit 4370 Punkten Neunte wurde.
1973 gewann sie bei der Universiade mit 4629 Punkten. Bei den Europameisterschaften 1974 in Rom wurde sie mit 4776 Punkten Europameisterin vor Burglinde Pollak aus der DDR.
Der Fünfkampf bei den Olympischen Spielen 1976 in Montreal wurde von den Mehrkämpferinnen aus der DDR bestimmt, die mit Sigrun Siegl, Christine Laser und Burglinde Pollak alle Medaillen gewannen. Hinter Ljudmila Popowskaja wurde Tkatschenko Fünfte mit 4669 Punkten Fünfte.
Ab 1977 wurde beim Fünfkampf der abschließende 200-Meter-Lauf durch den 800-Meter-Lauf ersetzt. Nadeschda Tkatschenko kam dies entgegen, da der Sprint nicht ihre stärkste Disziplin war. Bei den Europameisterschaften 1978 in Prag gewann Tkatschenko mit 4744 Punkten. Die Goldmedaille wurde ihr aber wegen Dopings aberkannt und die Ungarin Margit Papp wurde nachträglich als Europameisterin geehrt.
Tkatschenkos Sperre wurde vor den Olympischen Spielen 1980 in Moskau aufgehoben. Nadeschda Tkatschenko lieferte den besten Fünfkampf ihrer Karriere und gewann mit einem neuen Weltrekord von 5087 Punkten vor ihren Mannschaftskolleginnen Olga Rukawischnikowa und Olga Kuragina. Hinter der jungen DDR-Sportlerin Ramona Neubert platzierten sich Tkatschenkos alte Rivalinnen Margit Papp und Burglinde Pollak auf den Plätzen 5 und 6.
Die Einzelleistungen beim Weltrekord am 23. und 24. Juli 1980:
- 100-Meter-Hürdenlauf: 13,29 s
- Kugelstoßen: 16,84 m
- Hochsprung: 1,84 m
- Weitsprung: 6,73 m
- 800-Meter-Lauf: 2:05,2 min

1973, 1974, 1975 und 1978 wurde sie Sowjetische Meisterin im Fünfkampf.
Nadija Tkatschenko ist 1,65 m groß und wog zu Wettkampfzeiten 71 kg.